# Chromiec (Neder-Silezië)
Chromiec (Duits: Ludwigsdorf) is een plaats in het Poolse woiwodschap Neder-Silezië. 

## Bestuurlijke indeling
Vanaf 1975 tot aan de grote herindeling van Polen in 1998 viel het dorp bestuurlijk onder woiwodschap Jelenia Góra, vanaf 1998
valt het onder woiwodschap Neder-Silezië, in het district Jelenia Góra. Het maakt deel uit van de gemeente Stara Kamienica en ligt op 16 km ten westen van Jelenia Góra en 110 km ten westen van de provinciehoofdstad (woiwodschap) Wrocław.

## Naamsgeschiedenis
- 1747 Ludwigsdorf
- 1945 Ludwikowice
- 1948 Chromiec